# Золотарёв, Владимир Алексеевич
Владимир Алексеевич Золотарёв (род. 4 октября 1952) — советский и украинский боксёр и тренер. Трёхактный бронзовый призёр чемпионата СССР по боксу. Мастер спорта СССР международного класса, Заслуженный тренер Украины. Известен как первый тренер братьев Кличко.

## Биография
Владимир Золотарёв родился 4 октября 1952 года. В детстве занимался гандболом, гимнастикой, футболом и плаванием. Однако в 14 лет он сломал руку, после чего решил уйти из гимнастики и в 1967 году начал заниматься боксом. Выступал в первой полусредней весовой категории. В 1973 году выиграл бронзовую медаль на чемпионате СССР по боксу. В 1976 году в отборочном поединке на чемпионате СССР по боксу проиграл чемпиону Европы Валерию Лимасову. 
На чемпионатах СССР по боксу 1978 и 1980 годов так же выиграл бронзовые медали. Помимо этих достижений, так же одержал победу на международном турнире «Черные алмазы» и чемпионате Вооруженных Сил СССР. Был финалистом Кубка СССР. 
Всего провёл приблизительно 300 любительских боев, из которых в 250 был сильнейшим. В 1983 году завершил спортивную карьеру и перешёл на тренерскую работу.
Среди воспитанников Владимира Золотарёва были следующие боксёры профессионалы: Виталий Кличко, Владимир Кличко, Александр Гуров, Валерий Сидоренко, Владимир Сидоренко, Владимир Вирчис и Алина Шатерникова.
До 25 августа 2014 года являлся главным тренером мужской сборной Азербайджана по боксу. Под его руководством боксёры Азербайджана завоевали одну золотую, одну серебряную, две бронзовые медали чемпионата Европы. Джавид Челебиев и Магомедрасул Меджидов завоевали золотые медали на чемпионате мира.